# The League/Episodenliste
Diese Episodenliste enthält alle Episoden der US-amerikanischen Sitcom The League, sortiert nach der US-amerikanischen Erstausstrahlung. Zwischen 2009 und 2015 entstanden in sieben Staffeln 84 Episoden mit einer Länge von jeweils etwa 20 bis 30 Minuten.

## Übersicht
| Staffel | Episodenanzahl | Erstausstrahlung USA | Erstausstrahlung USA | Deutschsprachige Erstausstrahlung | Deutschsprachige Erstausstrahlung |
| Staffel | Episodenanzahl | Staffelpremiere      | Staffelfinale        | Staffelpremiere                   | Staffelfinale                     |
| ------- | -------------- | -------------------- | -------------------- | --------------------------------- | --------------------------------- |
| 1       | 6              | 29. Oktober 2009     | 10. Dezember 2009    | 14. November 2013                 | 28. November 2013                 |
| 2       | 13             | 16. September 2010   | 9. Dezember 2010     | 5. Dezember 2013                  | 23. Januar 2014                   |
| 3       | 13             | 6. Oktober 2011      | 22. Dezember 2011    |                                   |                                   |
| 4       | 13             | 11. Oktober 2012     | 20. Dezember 2012    |                                   |                                   |
| 5       | 13             | 4. September 2013    | 20. November 2013    |                                   |                                   |
| 6       | 13             | 3. September 2014    | 19. November 2014    |                                   |                                   |
| 7       | 13             | 9. September 2015    | 9. Dezember 2015     |                                   |                                   |

## Staffel 1
Die Erstausstrahlung der ersten Staffel war vom 29. Oktober bis zum 10. Dezember 2009 auf dem US-amerikanischen Fernsehsender FX zu sehen. Die deutschsprachige Erstausstrahlung sendete der Sender RTL Nitro vom 14. bis zum 28. November 2013 in Doppelfolgen.
| Nr. (ges.) | Nr. (St.) | Deutscher Titel                             | Originaltitel     | Erstausstrahlung USA | Deutschsprachige Erstausstrahlung (D) | Regie         | Drehbuch                                                  |
| ---------- | --------- | ------------------------------------------- | ----------------- | -------------------- | ------------------------------------- | ------------- | --------------------------------------------------------- |
| 1          | 1         | Los geht’s mit der Fantasy-Football-Saison! | The Draft         | 29. Okt. 2009        | 14. Nov. 2013                         | Jeff Schaffer | Jeff Schaffer & Jackie Marcus Schaffer                    |
| 2          | 2         | Eskimobrüder und der vaginale Hochmut       | The Bounce Test   | 5. Nov. 2009         | 14. Nov. 2013                         | Jeff Schaffer | Jeff Schaffer & Jackie Marcus Schaffer                    |
| 3          | 3         | Spaß mit Fäkalien                           | Sunday at Ruxin’s | 12. Nov. 2009        | 21. Nov. 2013                         | Jeff Schaffer | Jeff Schaffer & Jackie Marcus Schaffer                    |
| 4          | 4         | Wellness mit Porno                          | Mr. McGibblets    | 19. Nov. 2009        | 21. Nov. 2013                         | Jeff Schaffer | Jeff Schaffer & Jackie Marcus Schaffer & Craig DiGregorio |
| 5          | 5         | Chinesischer Drei-Penis-Wein                | The Usual Bet     | 3. Dez. 2009         | 28. Nov. 2013                         | Jeff Schaffer | Jeff Schaffer & Jackie Marcus Schaffer                    |
| 6          | 6         | Kampf um Shiva                              | The Shiva Bowl    | 10. Dez. 2009        | 28. Nov. 2013                         | Jeff Schaffer | Jeff Schaffer & Jackie Marcus Schaffer                    |

## Staffel 2
Die Erstausstrahlung der zweiten Staffel wurde zwischen dem 16. September und dem 9. Dezember 2010 auf dem US-amerikanischen Fernsehsender FX gesendet. Die deutschsprachige Erstausstrahlung war vom 5. Dezember 2013 bis zum 23. Januar 2014 auf dem Sender RTL Nitro zu sehen.
| Nr. (ges.) | Nr. (St.) | Deutscher Titel                    | Originaltitel         | Erstausstrahlung USA | Deutschsprachige Erstausstrahlung (D) | Regie                  | Drehbuch                                             |
| ---------- | --------- | ---------------------------------- | --------------------- | -------------------- | ------------------------------------- | ---------------------- | ---------------------------------------------------- |
| 7          | 1         | Ich bin tief in mir                | Vegas Draft           | 16. Sep. 2010        | 5. Dez. 2013                          | Jeff Schaffer          | Jeff Schaffer & Jackie Marcus Schaffer               |
| 8          | 2         | Was immer du willst                | Bro-Lo El Cuñado      | 23. Sep. 2010        | 5. Dez. 2013                          | Jeff Schaffer          | Jeff Schaffer & Jackie Marcus Schaffer               |
| 9          | 3         | Wer hat den Schönsten?             | The White Knuckler    | 30. Sep. 2010        | 12. Dez. 2013                         | Jeff Schaffer          | Jeff Schaffer & Jackie Marcus Schaffer               |
| 10         | 4         | Klobrillen-Dröhnung                | The Kluneberg         | 7. Okt. 2010         | 12. Dez. 2013                         | Jeff Schaffer          | Jeff Schaffer & Jackie Marcus Schaffer               |
| 11         | 5         | Wer’s beglaubigt, wird selig       | The Marathon          | 14. Okt. 2010        | 19. Dez. 2013                         | Jackie Marcus Schaffer | Craig DiGregorio                                     |
| 12         | 6         | Das peinlichste Fest aller Zeiten  | The Anniversary Party | 21. Okt. 2010        | 19. Dez. 2013                         | Jeff Schaffer          | Nick Kroll & Paul Scheer                             |
| 13         | 7         | Planetchen der Affen               | Ghost Monkey          | 28. Okt. 2010        | 2. Jan. 2014                          | Jeff Schaffer          | Jeff Schaffer & Jackie Marcus Schaffer               |
| 14         | 8         | Nerds in Fahrt                     | The Tie               | 4. Nov. 2010         | 2. Jan. 2014                          | Jackie Marcus Schaffer | Dan O’Keefe                                          |
| 15         | 9         | Sachverständiger ohne Sachverstand | The Expert Witness    | 11. Nov. 2010        | 9. Jan. 2014                          | Jeff Schaffer          | Nick Kroll & Paul Scheer                             |
| 16         | 10        | Essiganfall                        | High School Reunion   | 18. Nov. 2010        | 9. Jan. 2014                          | Jeff Schaffer          | Jeff Schaffer & Jackie Marcus Schaffer               |
| 17         | 11        | Ramona Neopolitano                 | Ramona Neopolitano    | 2. Dez. 2010         | 16. Jan. 2014                         | Jeff Schaffer          | Jeff Schaffer & Jackie Marcus Schaffer & Dan O’Keefe |
| 18         | 12        | Terminatorpussy                    | Kegel the Elf         | 9. Dez. 2010         | 16. Jan. 2014                         | Jeff Schaffer          | Jeff Schaffer & Jackie Marcus Schaffer               |
| 19         | 13        | Der Sacko Bowl                     | The Sacko Bowl        | 9. Dez. 2010         | 23. Jan. 2014                         | Jeff Schaffer          | Jeff Schaffer & Jackie Marcus Schaffer               |

## Staffel 3
Die Erstausstrahlung der dritten Staffel fand vom 6. Oktober bis zum 22. Dezember 2011 auf dem US-amerikanischen Fernsehsender FX statt. Die deutschsprachige Erstausstrahlung wurde noch nicht gesendet.
| Nr. (ges.) | Nr. (St.) | Deutscher Titel | Originaltitel        | Erstausstrahlung USA | Deutschsprachige Erstausstrahlung (—) | Regie                  | Drehbuch                                             |
| ---------- | --------- | --------------- | -------------------- | -------------------- | ------------------------------------- | ---------------------- | ---------------------------------------------------- |
| 20         | 1         | —               | The Lockout          | 6. Okt. 2011         | —                                     | Jeff Schaffer          | Jeff Schaffer & Jackie Marcus Schaffer               |
| 21         | 2         | —               | The Sukkah           | 13. Okt. 2011        | —                                     | Jeff Schaffer          | Jeff Schaffer & Jackie Marcus Schaffer               |
| 22         | 3         | —               | The Au Pair          | 20. Okt. 2011        | —                                     | Jeff Schaffer          | Jeff Schaffer & Jackie Marcus Schaffer               |
| 23         | 4         | —               | Ol’ Smoke Crotch     | 27. Okt. 2011        | —                                     | Jeff Schaffer          | Jeff Schaffer & Jackie Marcus Schaffer               |
| 24         | 5         | —               | Bobbum Man           | 3. Nov. 2011         | —                                     | Jeff Schaffer          | Dan O’Keefe                                          |
| 25         | 6         | —               | Yobogoya!            | 10. Nov. 2011        | —                                     | Jeff Schaffer          | Jeff Schaffer & Jackie Marcus Schaffer               |
| 26         | 7         | —               | Carmenjello          | 10. Nov. 2011        | —                                     | Jeff Schaffer          | Justin Hurwitz                                       |
| 27         | 8         | —               | Thanksgiving         | 17. Nov. 2011        | —                                     | Jeff Schaffer          | Jeff Schaffer & Jackie Marcus Schaffer               |
| 28         | 9         | —               | The Out of Towner    | 1. Dez. 2011         | —                                     | Jeff Schaffer          | Nick Kroll & Paul Scheer                             |
| 29         | 10        | —               | The Light of Genesis | 8. Dez. 2011         | —                                     | Jackie Marcus Schaffer | Craig DiGregorio & David King                        |
| 30         | 11        | —               | The Guest Bong       | 15. Dez. 2011        | —                                     | Jeff Schaffer          | Jeff Schaffer & Jackie Marcus Schaffer & Dan O’Keefe |
| 31         | 12        | —               | St. Pete             | 22. Dez. 2011        | —                                     | Jackie Marcus Schaffer | Jeff Schaffer & Jackie Marcus Schaffer               |
| 32         | 13        | —               | The Funeral          | 22. Dez. 2011        | —                                     | Jeff Schaffer          | Jeff Schaffer & Jackie Marcus Schaffer               |

## Staffel 4
Die Erstausstrahlung der vierten Staffel war zwischen dem 11. Oktober und dem 20. Dezember 2012 auf dem US-amerikanischen Fernsehsender FX zu sehen. Die deutschsprachige Erstausstrahlung wurde noch nicht gesendet.
| Nr. (ges.) | Nr. (St.) | Deutscher Titel | Originaltitel         | Erstausstrahlung USA | Deutschsprachige Erstausstrahlung (—) | Regie                  | Drehbuch                                           |
| ---------- | --------- | --------------- | --------------------- | -------------------- | ------------------------------------- | ---------------------- | -------------------------------------------------- |
| 33         | 1         | —               | Training Camp         | 11. Okt. 2012        | —                                     | Jeff Schaffer          | Jeff Schaffer & Jackie Marcus Schaffer             |
| 34         | 2         | —               | The Hoodie            | 18. Okt. 2012        | —                                     | Jeff Schaffer          | Jeff Schaffer & Jackie Marcus Schaffer & Dave King |
| 35         | 3         | —               | The Freeze Out        | 25. Okt. 2012        | —                                     | Jeff Schaffer          | Jeff Schaffer & Jackie Marcus Schaffer             |
| 36         | 4         | —               | The Breastalyzer      | 1. Nov. 2012         | —                                     | Jeff Schaffer          | Jeff Schaffer & Jackie Marcus Schaffer             |
| 37         | 5         | —               | Judge MacArthur       | 8. Nov. 2012         | —                                     | Jeff Schaffer          | Jeff Schaffer & Jackie Marcus Schaffer             |
| 38         | 6         | —               | The Tailgate          | 15. Nov. 2012        | —                                     | Jeff Schaffer          | Nick Kroll & Paul Scheer                           |
| 39         | 7         | —               | The Vapora Sport      | 29. Nov. 2012        | —                                     | Jeff Schaffer          | Justin Hurwitz                                     |
| 40         | 8         | —               | The Anchor Baby       | 6. Dez. 2012         | —                                     | Jackie Marcus Schaffer | Dan O’Keefe                                        |
| 41         | 9         | —               | Bro-Lo El Cordero     | 6. Dez. 2012         | —                                     | Jeff Schaffer          | Jeff Schaffer & Jackie Marcus Schaffer             |
| 42         | 10        | —               | Our Dinner With Andre | 13. Dez. 2012        | —                                     | Jeff Schaffer          | Jeff Schaffer & Jackie Marcus Schaffer             |
| 43         | 11        | —               | 12.12.12              | 13. Dez. 2012        | —                                     | Jeff Schaffer          | Jeff Schaffer & Jackie Marcus Schaffer             |
| 44         | 12        | —               | A Krampus Carol       | 20. Dez. 2012        | —                                     | Jeff Schaffer          | Jeff Schaffer & Jackie Marcus Schaffer             |
| 45         | 13        | —               | The Curse of Shiva    | 20. Dez. 2012        | —                                     | Jeff Schaffer          | Jeff Schaffer & Jackie Marcus Schaffer             |

## Staffel 5
Die Erstausstrahlung der fünften Staffel wurde vom 4. September bis zum 20. November auf dem US-amerikanischen Fernsehsender FXX gesendet. Die deutschsprachige Erstausstrahlung wurde noch nicht gesendet.
| Nr. (ges.) | Nr. (St.) | Deutscher Titel | Originaltitel                      | Erstausstrahlung USA | Deutschsprachige Erstausstrahlung (—) | Regie                  | Drehbuch                                                |
| ---------- | --------- | --------------- | ---------------------------------- | -------------------- | ------------------------------------- | ---------------------- | ------------------------------------------------------- |
| 46         | 1         | —               | The Bachelor Draft                 | 4. Sep. 2013         | —                                     | Jeff Schaffer          | Jeff Schaffer & Jackie Marcus Schaffer                  |
| 47         | 2         | —               | The Von Nowzick Wedding            | 11. Sep. 2013        | —                                     | Jeff Schaffer          | Jeff Schaffer & Jackie Marcus Schaffer                  |
| 48         | 3         | —               | Chalupa vs. the Cutlet             | 18. Sep. 2012        | —                                     | Jeff Schaffer          | Jeff Schaffer & Jackie Marcus Schaffer                  |
| 49         | 4         | —               | Rafi and Dirty Randy               | 25. Sep. 2013        | —                                     | Jeff Schaffer          | Jason Mantzoukas & Seth Rogen                           |
| 50         | 5         | —               | The Bye Week                       | 2. Okt. 2013         | —                                     | Jeff Schaffer          | Jeff Schaffer & Jackie Marcus Schaffer                  |
| 51         | 6         | —               | Heavy Pettin                       | 9. Okt. 2013         | —                                     | Jeff Schaffer          | Jeff Schaffer & Jackie Marcus Schaffer & Justin Hurwitz |
| 52         | 7         | —               | The Bringer Show                   | 16. Okt. 2013        | —                                     | Jeff Schaffer          | Stephen Rannazzisi & Paul Scheer                        |
| 53         | 8         | —               | Flowers for Taco                   | 23. Okt. 2013        | —                                     | Jeff Schaffer          | Dan O’Keefe                                             |
| 54         | 9         | —               | The Automatic Faucet               | 30. Okt. 2013        | —                                     | Jeff Schaffer          | Jeff Schaffer & Jackie Marcus Schaffer                  |
| 55         | 10        | —               | The Near Death Flex-perience       | 6. Nov. 2013         | —                                     | Jackie Marcus Schaffer | Justin Hurwitz                                          |
| 56         | 11        | —               | The Credit Card Alert              | 13. Nov. 2013        | —                                     | Jeff Schaffer          | Jeff Schaffer & Jackie Marcus Schaffer & Dan O’Keefe    |
| 57         | 12        | —               | Baby Geoffrey Jesus                | 20. Nov. 2013        | —                                     | Jeff Schaffer          | Jeff Schaffer & Jackie Marcus Schaffer                  |
| 58         | 13        | —               | The 8 Defensive Points of Hanukkah | 20. Nov. 2013        | —                                     | Jeff Schaffer          | Jeff Schaffer & Jackie Marcus Schaffer                  |

## Staffel 6
Die Erstausstrahlung der sechsten Staffel war vom 3. September bis zum 19. November 2014 auf dem US-amerikanischen Fernsehsender FXX zu sehen. Eine deutschsprachige Erstausstrahlung wurde bisher noch nicht gesendet.
| Nr. (ges.) | Nr. (St.) | Deutscher Titel | Originaltitel          | Erstausstrahlung USA | Deutschsprachige Erstausstrahlung (—) | Regie                  | Drehbuch                                                 |
| ---------- | --------- | --------------- | ---------------------- | -------------------- | ------------------------------------- | ---------------------- | -------------------------------------------------------- |
| 59         | 1         | —               | Sitting Shiva          | 3. Sep. 2014         | —                                     | Jeff Schaffer          | Jeff Schaffer, Jackie Marcus Schaffer                    |
| 60         | 2         | —               | Tefl-Andre             | 10. Sep. 2014        | —                                     | Jeff Schaffer          | Jeff Schaffer, Jackie Marcus Schaffer & David Parker     |
| 61         | 3         | —               | The Height Supremacist | 17. Sep. 2014        | —                                     | Jeff Schaffer          | Jeff Schaffer & Jackie Marcus Schaffer                   |
| 62         | 4         | —               | When Rafi Met Randy    | 24. Sep. 2014        | —                                     | Jeff Schaffer          | Jason Mantzoukas & Seth Rogen                            |
| 63         | 5         | —               | The Hot Tub            | 1. Okt. 2014         | —                                     | Jeff Schaffer          | Jeff Schaffer & Jackie Marcus Schaffer & Markham O’Keefe |
| 64         | 6         | —               | Breast Awareness Month | 8. Okt. 2014         | —                                     | Jackie Marcus Schaffer | Justin Hurwitz                                           |
| 65         | 7         | —               | The Heavenly Fouler    | 15. Okt. 2014        | —                                     | Jeff Schaffer          | Dan O’Keefe                                              |
| 66         | 8         | —               | Man Land               | 22. Okt. 2014        | —                                     | Jeff Schaffer          | Jeff Schaffer & Jackie Marcus Schaffer                   |
| 67         | 9         | —               | Taco Standard Time     | 29. Okt. 2014        | —                                     | Jeff Schaffer          | Jeff Schaffer, Jackie Marcus Schaffer & Justin Hurwitz   |
| 68         | 10        | —               | Epi-Sexy               | 5. Nov. 2014         | —                                     | Jeff Schaffer          | Jeff Schaffer, Jackie Marcus Schaffer & Nathaniel Stein  |
| 69         | 11        | —               | EBDBBnB                | 12. Nov. 2014        | —                                     | Jeff Schaffer          | Jeff Schaffer & Jackie Marcus Schaffer                   |
| 70         | 12        | —               | Menage a Cinq          | 19. Nov. 2014        | —                                     | Jeff Schaffer          | Jeff Schaffer & Jackie Marcus Schaffer                   |
| 71         | 13        | —               | The Beach House        | 19. Nov. 2014        | —                                     | Jeff Schaffer          | Jeff Schaffer & Jackie Marcus Schaffer                   |

## Staffel 7
Die siebte Staffel wurde vom 9. September bis zum 9. Dezember 2015 auf FXX ausgestrahlt.
| Nr. (ges.) | Nr. (St.) | Deutscher Titel | Originaltitel                | Erstausstrahlung USA | Deutschsprachige Erstausstrahlung (D) | Regie         | Drehbuch                                                |
| ---------- | --------- | --------------- | ---------------------------- | -------------------- | ------------------------------------- | ------------- | ------------------------------------------------------- |
| 72         | 1         | —               | That Other Draft             | 9. Sep. 2015         | —                                     | Jeff Schaffer | Jeff Schaffer & Jackie Marcus Schaffer                  |
| 73         | 2         | —               | The Draft of Innocence       | 16. Sep. 2015        | —                                     | Jeff Schaffer | Jeff Schaffer & Jackie Marcus Schaffer                  |
| 74         | 3         | —               | The Blind Spot               | 23. Sep. 2015        | —                                     | Jeff Schaffer | Jeff Schaffer & Jackie Marcus Schaffer                  |
| 75         | 4         | —               | Deflategate                  | 30. Sep. 2015        | —                                     | Jeff Schaffer | Justin Hurwitz                                          |
| 76         | 5         | —               | The Bully                    | 7. Okt. 2015         | —                                     | Jeff Schaffer | Nathaniel Stein                                         |
| 77         | 6         | —               | The Beer Mile                | 14. Okt. 2015        | —                                     | Jeff Schaffer | Jeff Schaffer & Jackie Marcus Schaffer                  |
| 78         | 7         | —               | Trophy Kevin                 | 21. Okt. 2015        | —                                     | Jeff Schaffer | Jeff Schaffer, Jackie Marcus Schaffer & David Parker    |
| 79         | 8         | —               | The Last Temptation of Andre | 28. Okt. 2015        | —                                     | Jeff Schaffer | Dan O’Keefe                                             |
| 80         | 9         | —               | The Yank Banker              | 4. Nov. 2015         | —                                     | Jeff Schaffer | Jeff Schaffer, Jackie Marcus Schaffer & Markham O’Keefe |
| 81         | 10        | —               | The Block                    | 11. Nov. 2015        | —                                     | Jeff Schaffer | Paul Scheer                                             |
| 82         | 11        | —               | Adios y Bienvenidos          | 18. Nov. 2015        | —                                     | Jeff Schaffer | Jeff Schaffer & Jackie Marcus Schaffer                  |
| 83         | 12        | —               | The 13 Stages of Grief       | 2. Dez. 2015         | —                                     | Jeff Schaffer | Jeff Schaffer & Jackie Marcus Schaffer                  |
| 84         | 13        | —               | The Great Night of Shiva     | 9. Dez. 2015         | —                                     | Jeff Schaffer | Jeff Schaffer & Jackie Marcus Schaffer                  |